# Basicidad

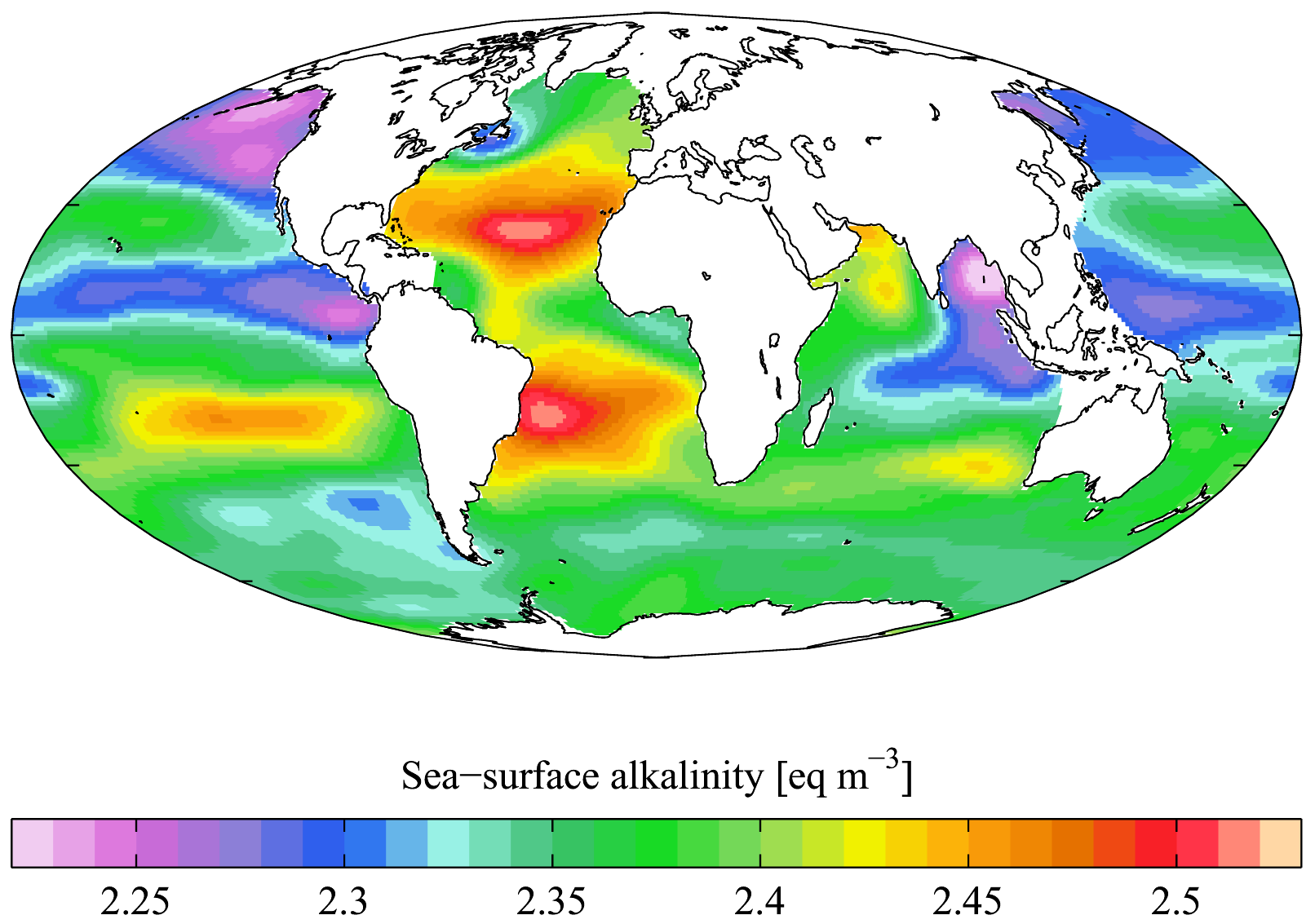
Mediana de basicidad de los océanos, de Global Ocean Data Analysis Project.

La basicidad es la capacidad ácidoneutralizante de una sustancia química en solución acuosa. Esta alcalinidad de una sustancia se expresa en equivalentes de base por litro o en su equivalente de carbonato cálcico por pi.
Debido a que la basicidad de la mayoría de las aguas naturales está compuesta casi íntegramente de iones de bicarbonato y de carbonato, las determinaciones de alcalinidad pueden dar estimaciones exactas de las concentraciones de estos iones.
La basicidad es la medida de la capacidad tampón de una disolución acuosa, o lo que es lo mismo, la capacidad de esta para mantener su pH estable frente a la adición de un ácido o una base.
En resumen se puede decir que es una cantidad o suma de concentraciones, y por tanto actividad química del carbonato, bicarbonato y óxidos.